# Ctenomys fulvus
Ctenomys fulvus е вид бозайник от семейство тукотукови (Ctenomyidae).

## Разпространение
Видът е разпространен в Аржентина и Чили.